# Ronda de ases
Ronda de ases fue un programa musical con actuación en vivo de renombrados artistas de tango que se transmitió por LR1 Radio el Mundo de Argentina entre 1941 y 1945. Tenía una hora de duración y se transmitía dos veces por semana con la participación de cuatro orquestas, inicialmente desde la sede de la radio y luego desde el Teatro Casino, en la calle Maipú, enfrente al cabaré Marabú. Durante el período en que fue emitido tuvo también los nombres de Esquinas de mi ciudad y Casino, sin cambiar su estructura y calidad.

## Contexto
Radio Belgrano se había destacado presentando actuaciones de figuras del tango de la fama de Miguel Caló y Francisco Canaro y Radio El Mundo hizo un esfuerzo exitoso para aventajarla en ese terreno con figuras exclusivas como Aníbal Troilo y el programa Ronda de ases. Cuando el estudio mayor de Maipú 555 no alcanzó para el público concurrente los conciertos de tango se trasladaron al teatro Casino, que era para dos mil personas.

## Estructura del programa
Se transmitía dos veces por semana, en la hora que duraba cada presentación actuaban cuatro orquestas que durante la primera mitad ejecutaban un tango instrumental cada una. Venía después un intervalo en que se cambiaba el ritmo y el conjunto de Alberto Soifer con su cantor Roberto Quiroga tocaba un tango en tiempo de vals o viceversa. En la segunda media hora, las orquestas retornaban con participación de los cantores y a continuación se determinaba mediante la intensidad del aplauso del público cuál había sido el conjunto ganador.
Cada presentación era ocasión para el estreno de milongas y tangos; uno de esos estrenos se produjo el 12 de marzo de 1943 cuando la orquesta de Osvaldo Fresedo, con la voz de Oscar Serpa, tocó por primera vez el tango que lleva el nombre de la audición, con letra de Homero Manzi que musicalizó  Fresedo, que grabaron más adelante con éxito. Fue en este programa que Astor Piazzolla –por entonces con 19 años- arregló la milonga Azabache que ejecutada por Troilo le valió el primer premio.

## Participantes
En el programa participaban los binomios de tango –director de orquesta y cantante- más representativos de la época: Ángel D’Agostino y Ángel Vargas; Carlos Di Sarli y Roberto Rufino; Juan D’Arienzo y Héctor Mauré; Osvaldo Fresedo y Oscar Serpa; Ricardo Tanturi y Alberto Castillo; Aníbal Troilo y Francisco Fiorentino; Emilio Orlando con Roberto Rufino.El programa lo conducía el locutor y animador Jaime Font Saravia, con la colaboración del locutor y actor Juan José Piñeyro, y los libretos eran del letrista y compositor José Barreiros Bazán.

## Valoración
En una época en que la radio era el vehículo transmisor de las novedades y de los grandes éxitos de las orquestas, Ronda de ases fue una de las grandes audiciones radiales dedicadas al tango. Los adictos al género concurrían masivamente desde los barrios más lejanos, incluso en camiones, para alentar entusiastamente a sus orquestas favoritas, en especial en el momento en que el aplauso era el medio para dirimir el premio.
La pieza emblemática del programa, el tango Ronda de ases, comenzaba así:
Ronda de ases que no habrán de morir
en mi ciudad... 
Mientras se queje un violín.
Llegó de Chiclana la piba del sur
y aquella Griseta llegó de París.
Cruzaron el tango bichitos de luz,
fracasos de seda, muñecas de spleen.